# کامران ملکی
کامران ملکی (زاده ۲۰ خرداد ۱۳۴۰ - تهران) کارگردان، فیلم‌نامه‌نویس و هنرپیشه سینما اهل کشور ایران است.

## سمت‌ها
- عضو شورای مرکزی و بازرس انجمن منتقدان و نویسندگان سینمایی ایران.
- سخنگو و عضو شورای مرکزی کانون فیلم‌نامه‌نویسان سینمای ایران
- عضو کانون کارگردانان سینمای ایران
- عضو هیئت امنای بانک فیلمنامه کشور
- عضو و دبیر شورای عالی خانه هنرمندان ایران
- دبیر هیئت مدیره جامعه اصناف سینمای ایران در دوره‌های هفتم، دهم، یازدهم، سیزدهم و چهاردهم

## فیلم‌شناسی

### کارگردان
- حماسه ۲۵۱۹ (۱۳۷۶)
- غفلت (۱۳۶۸)

### نویسنده
- حماسه ۲۵۱۹ (۱۳۷۶)
- غفلت (۱۳۶۸)

### بازیگر
- ربوده‌شده (۱۳۹۴)
- متولد ۶۵ (۱۳۹۳)
- رفیق بد (۱۳۸۶)
- عاشق فقیر (۱۳۷۴)

## تلویزیون

### بازیگر
- تا ثریا
- حیرانی
- پرده‌نشین
- نفس گرم
- دادستان